# Arsenat de coure(II)
L'arsenat de coure(II) és un compost inorgànic, del grup de les sals, que està constituït per anions arsenat {\displaystyle {\ce {AsO4^{3-}}}} i cations coure (2+) {\displaystyle {\ce {Cu^{2+}}}}, la qual fórmula química és {\displaystyle {\ce {Cu3(AsO4)2}}}.

## Propietats

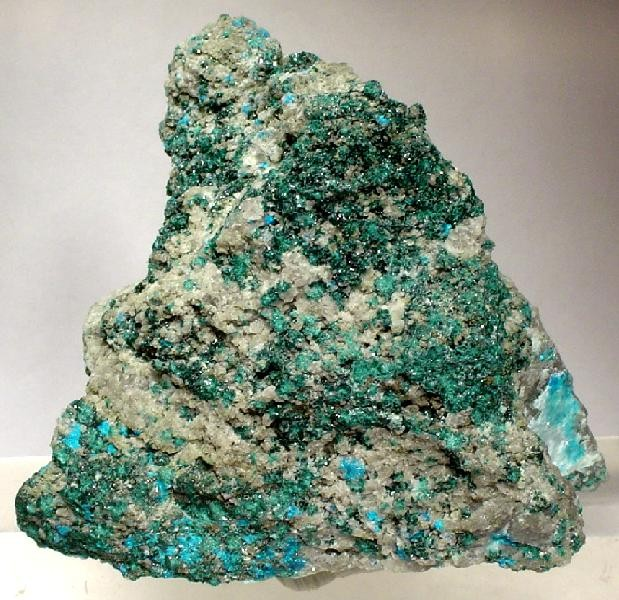
Cristalls verd fosc de lammerita. Mina El Guanaco Mine, Guanaco, Santa Catalina, Antofagasta, Xile

L'arsenat de coure(II) es presenta en forma de pols de color blau a blau verdós. Cristal·litza en el sistema monoclínic, grup espacial P21/c, i s'ha calculat que té una densitat de 5,032 g/cm³. És insoluble en aigua. de manera natural hom el troba al mineral lammerita, i a la rollandita en forma de tetrahidrat {\displaystyle {\ce {Cu3(AsO4)2*4H2O}}}.

## Obtenció
S'obté per neutralització amb hidròxid de sodi {\displaystyle {\ce {NaOH}}} de dissolucions de sulfat de coure(II) {\displaystyle {\ce {CuSO4}}}i òxid d'arsènic(V) {\displaystyle {\ce {As2O5}}}.

## Aplicacions
L'arsenat de coure(II) s'empra com a fungicida i en la preservació industrial de fusta.